# Portulakröschen
Das Portulakröschen (Portulaca grandiflora) ist eine Pflanzenart in der Gattung Portulak (Portulaca) der einzigen Gattung der Familie der Portulakgewächse (Portulacaceae).

## Beschreibung
Portulaca grandiflora ist eine einjährige oder schwach ausdauernde krautige sukkulente Pflanze. Ihre aufrechten oder aufsteigenden, bis 20 Zentimeter langen Triebe verzweigen meist nahe der Basis. Die ausgebreiteten 20 bis 25 Millimeter langen und 2 bis 3 Millimeter breiten Blätter sind nahezu oder völlig stielrund und verjüngen sich zur Spitze hin. In den Blattachseln befinden sich wenige bis zahlreiche, weißliche, wollige Haare, die meist kürzer als die Blätter sind. 
Die kopfig gestauchten Blütenstände sind von acht bis zehn Blättern umgeben. Die großen Blüten erreichen einen Durchmesser von bis zu 4 Zentimetern. Die fünf leuchtend magentarosafarbenen Kronblätter sind verkehrt eiförmig und 15 bis 26 Millimeter lang. Um den Fruchtknoten mit vier bis neun weißlichen Narben stehen etwa 50 Staubblätter.
Die 4 bis 6 Millimeter große Frucht ist aufreißend. Die grauschwarzen bis schwarzen stumpfkegelig gewarzten Samen sind 0,75 bis 1 Millimeter groß.

## Verbreitung, Chromosomenzahl
Portulaca grandiflora ist ursprünglich in Uruguay, Paraguay und Argentinien verbreitet, wo die Pflanzen auf sandigen Böden wachsen. In Ländern mit frostfreiem Klima kommt die Art verwildert vor. Sie ist ein Neophyt in Mittel- und Nordamerika, Europa, Afrika und Asien.
Die Chromosomenzahl ist {\displaystyle 2n=28}.

## Taxonomie
Die Erstbeschreibung erfolgte 1829 durch William Jackson Hooker als Portulaca grandiflora. Es existieren zahlreiche Synonyme. Robert Geesink (* 1945) stufte sie 1969 als Unterart von Portulaca pilosa ein., was jedoch nicht allgemein akzeptiert wird.

## Nachweise